# Victoriuskerk
De Victoriuskerk (Fries: Victoriustsjerke) is een kerkgebouw in Pingjum, gemeente Súdwest-Fryslân, in de Nederlandse provincie Friesland.

## Beschrijving
Omstreeks 1500 werd het schip van de kerk (1200) die gewijd was aan Sint-Victor herbouwd en werd de zadeldaktoren van drie geledingen verhoogd. In de toren hangt een klok (1598) van Willem Wegewaert en een klok (1629) van Obertin. De toren werd in 1899 gerestaureerd (jaartal wijzerplaat). De eenbeukige driezijdig gesloten laatgotische kerk werd in 1759 aan de zuid- en oostzijde vernieuwd. De ingangspoort is voorzien van pilasters, een kroonlijst en wapens tussen rocailles. Het kerkgebouw is een rijksmonument.
Het interieur wordt gedekt door een houten tongewelf. De preekstoel en twee overhuifde herenbanken dateren uit de 18e eeuw. Uit diverse betalingen aan Ype Staak blijkt dat er ramen met gebrandschilderd glas zijn geweest. Het orgel uit 1878 is gebouwd door Friedrich Leichel.

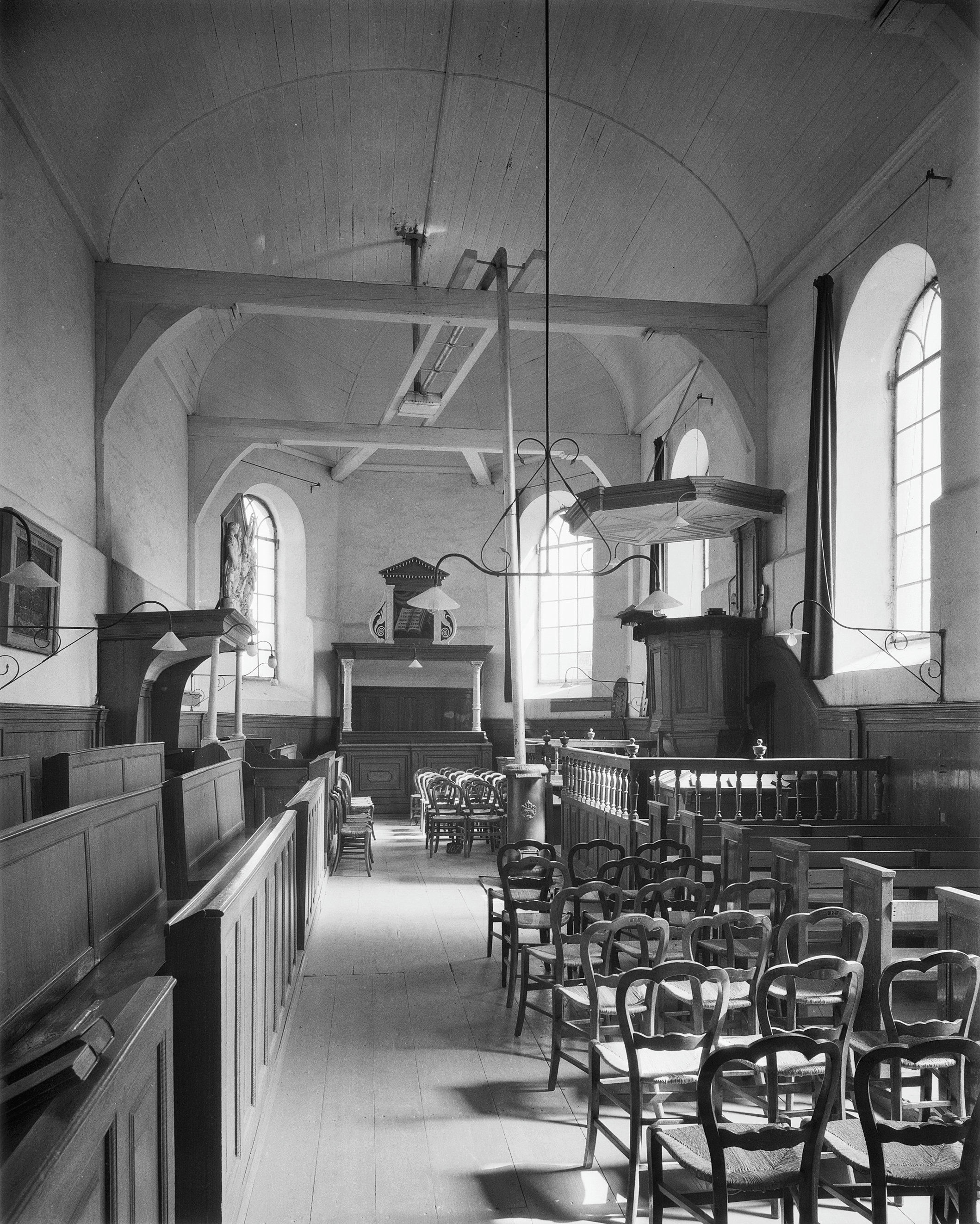
Interieur met preekstoel
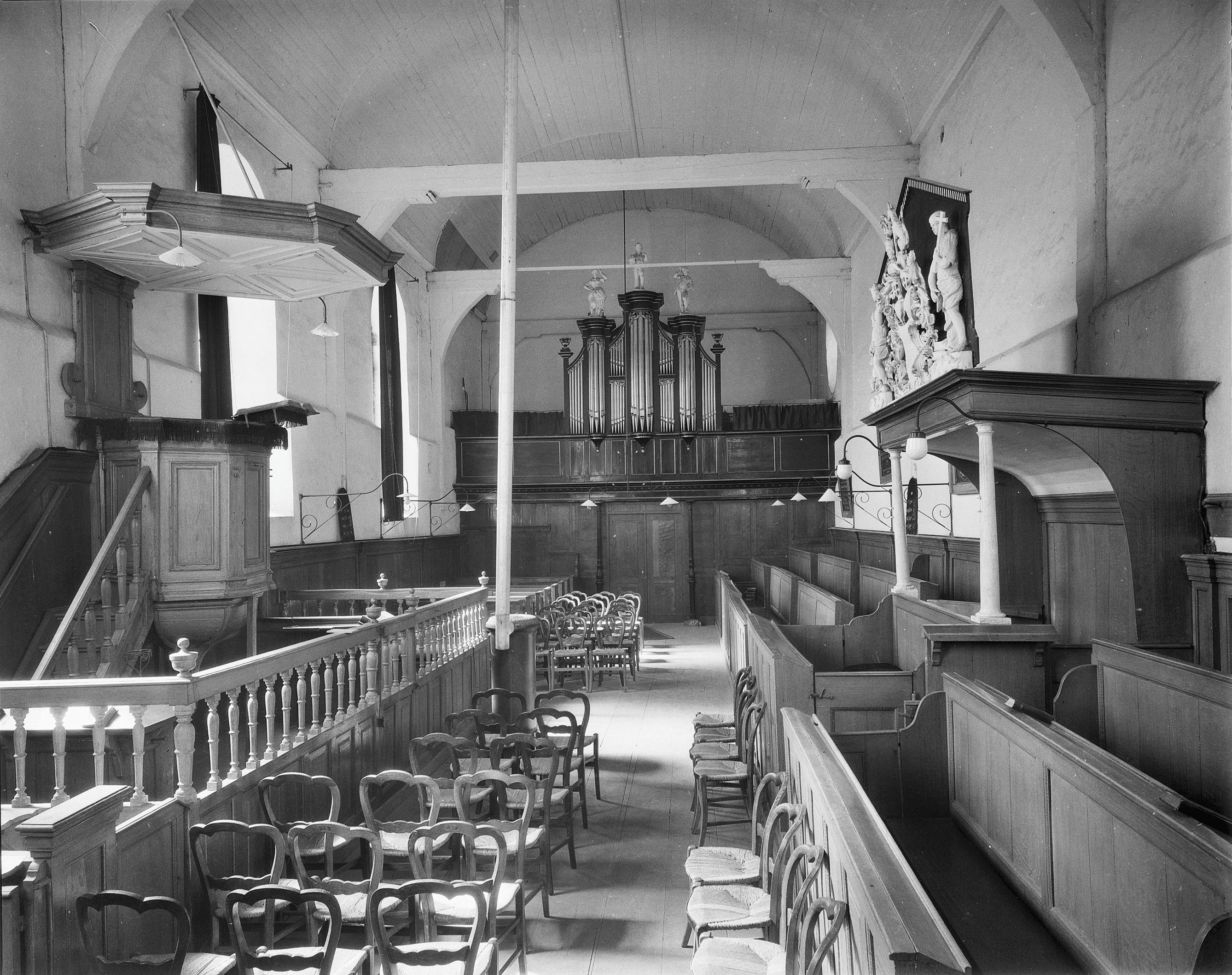
Interieur met orgel (1959)